# Visual Concepts
Visual Concepts è un'azienda statunitense dedita allo sviluppo di videogiochi con sede nella città di Novato (California), fondata nel 1988 da Scott Patterson. 
È nota per aver sviluppato la maggior parte dei videogiochi sportivi pubblicati da 2K.

## Storia
Dato il successo della serie SEGA acquisì lo studio facendolo diventare uno studio dedicato per le sue console. In seguito SEGA perse interesse per lo studio e decise di venderlo a Take Two Interactive con la sussidiaria Kush Games. Con l'acquisto dello studio Take Two decise di creare l'etichetta 2K Sports per la gestione dei videogiochi 2K.

## Videogiochi

### Football americano
- NFL
  - NFL 2K (Dreamcast)
  - NFL 2K1 (Dreamcast)
  - NFL 2K2 (Dreamcast, PlayStation 2, Xbox)
  - NFL 2K3 (GameCube, PlayStation 2, Xbox)
  - ESPN NFL Football (PlayStation 2, Xbox)
  - ESPN NFL 2K5 (PlayStation 2, Xbox)
- All-Pro
  - All-Pro Football 2K8 (PlayStation 3, Xbox 360)
- Madden NFL
  - Madden NFL '94 (SNES) (pubblicato dalla EA Sports)
  - Madden NFL '95 (SNES) (pubblicato dalla EA)

### Pallacanestro
- NBA
  - NBA 2K (Dreamcast)
  - NBA 2K1 (Dreamcast)
  - NBA 2K2 (Dreamcast, GameCube, PlayStation 2, Xbox)
  - NBA 2K3 (GameCube, PlayStation 2, Xbox)
  - ESPN NBA Basketball (PlayStation 2, Xbox)
  - ESPN NBA 2K5 (PlayStation 2, Xbox)
  - NBA 2K6 (PlayStation 2, Xbox, Xbox 360)
  - NBA 2K7 (PlayStation 2, PlayStation 3, Xbox, Xbox 360)
  - NBA 2K8 (PlayStation 2, PlayStation 3, Xbox, Xbox 360)
  - NBA Fastbreak '98 (PlayStation)
- NBA Action 98 (Sega Saturn) (pubblicato dalla Sega Sports)
- College
  - NCAA College Basketball 2K3 (GameCube, PlayStation 2, Xbox)
  - ESPN College Hoops (PlayStation 2, Xbox)
  - ESPN College Hoops 2K5 (PlayStation 2, Xbox)
  - College Hoops 2K6 (PlayStation 2, Xbox, Xbox 360)
  - College Hoops 2K7 (PlayStation 2, Xbox, Xbox 360)

### Baseball
- MLB
  - World Series Baseball 2K2 (Dreamcast, Xbox)
  - World Series Baseball 2K3 (Dreamcast, PlayStation 2, Xbox)
  - ESPN MLB Baseball (PlayStation 2, Xbox)
  - Major League Baseball 2K5 (PlayStation 2, Xbox)
  - Major League Baseball 2K6 (GameCube, PSP, PlayStation 2, Xbox, Xbox 360)
  - Major League Baseball 2K7 (PSP, PlayStation 2, PlayStation 3, Xbox, Xbox 360, Nintendo DS, Game Boy Advance)
  - Major League Baseball 2K8 (PlayStation 3, Xbox 360)
- Altro
  - MLBPA Baseball (SNES) (pubblicato dalla EA Sports)
  - Ken Griffey Jr. Baseball (SNES)

### Hockey
- NHL
  - NHL 2K2 (Dreamcast)
  - NHL 2K3 (GameCube, PlayStation 2, Xbox)
  - ESPN NHL Hockey (PlayStation 2, Xbox)
  - ESPN NHL 2K5 (PlayStation 2, Xbox)
  - NHL 2K6 (PlayStation 2, Xbox, Xbox 360)
  - NHL 2K7 (PlayStation 2, PlayStation 3, Xbox, Xbox 360)
  - NHL 95 (SNES) (pubblicato dalla EA Sports)
  - NHL Hockey '97 (Playstation) (pubblicato dalla EA Sports)

### Wrestling
- WWE
  - WWE 2K14 (PlayStation 3, Xbox 360) (affiancando Yuke's)
  - WWE 2K15 (PlayStation 3, Xbox 360, PlayStation 4, Xbox One)

### Calcio
- Bill Walsh College Football (SNES) (pubblicato dalla EA Sports)
- Sega Soccer Slam (PlayStation 2, Xbox, Xbox 360, GameCube e dispositivi mobili) (in collaborazione con Black Box Games)

### Golf
- Gnarly Golf (Apple IIGS) (pubblicato dalla Britannica Software)

### Altro
PlayStation
- One
- Viewpoint

SNES
- Lester the Unlikely
- ClayFighter
- Clay Fighter II
- Claymates
- Harley's Humongous Adventure
- Taz-Mania
- Weaponlord
- Were Back
- Desert Strike
- Jungle Strike

Apple IIGS
- Task Force (pubblicato dalla Britannica Software)
- Great Western Shootout (pubblicato dalla Britannica Software)